# Шопите
Шòпите е село в Северна България, община Севлиево, област Габрово.

## География
Село Шопите се намира на около 27 km западно от центъра на град Габрово, 22 km юг-югозападно от град Севлиево и 5 km изток-североизточно от град Априлци. Разположено е в Черновръшкия рид, застроено разпръснато по левия (северния) долинен склон на река Негойчевица, ляв приток на река Росица, течаща в малката Кръвенишка котловина между Калоферската планина от юг и Черновръшкия рид от север. Надморската височина нараства от около 500 m в близост с реката до около 580 m в северния край на селото. Южно от селото минава третокласният републикански път III-6072, който на запад води до град Априлци (квартал Боголонта), а на изток през селата Кръвеник, Селище, Стоките, Попска, Карамичевци и Батошево – до връзка с третокласния републикански път III-4402 преди село Горна Росица.
Населението на село Шопите, наброявало 159 души при преброяването към 1934 г. и нарастнало до 343 към 1965 г., намалява до 43 към 1965 г. и 13 души (по текущата демографска статистика за населението) към 2019 г.

## История
През 1978 г. дотогавашното населено място махала Шопите придобива статута на село.

## Население
Преброяване на населението през 2011 г.
Численост и дял на етническите групи според преброяването на населението през 2011 г.:
|                     | Численост | Дял (в %) |
| Общо                | 31        | 100,00    |
| Българи             | 30        | 96,77     |
| Турци               | 0         | 0,00      |
| Цигани              | 0         | 0,00      |
| Други               | 0         | 0,00      |
| Не се самоопределят | 0         | 0,00      |
| Неотговорили        | 1         | 3,22      |